# Traité d'Athis
Le traité d'Athis-sur-Orge (actuellement Athis-Mons) a été signé entre la France et la Flandre le 23 juin 1305 après  la bataille de Mons-en-Pévèle.
Dans ses termes, les châtellenies de Lille, de Douai et d'Orchies sont cédées à la France, en retour, la Flandre préserve son indépendance en tant que fief du royaume.